# Interlands Bosnisch voetbalelftal 2000-2009
Deze pagina toont een gedetailleerd overzicht van de interlands die het Bosnisch voetbalelftal heeft gespeeld in de periode 2000 – 2009.

## Interlands

### 2000
|                                                      |                                         |       |                       |                                                                                     |
| 24 januari Vriendschappelijk № 34 «onderlinge duels» | Qatar                                   | 2 – 0 | Bosnië en Herzegovina | Grand Hamad Stadion, Doha Toeschouwers: 5.000 Scheidsrechter: Hani Tali Balan (QAT) |
| 24 januari Vriendschappelijk № 34 «onderlinge duels» | Mustafa Mubarak 65' Mustafa Mubarak 90' |       |                       | Grand Hamad Stadion, Doha Toeschouwers: 5.000 Scheidsrechter: Hani Tali Balan (QAT) |

|                                                    |          |       |                       |                                                                                    |
| 11 maart Vriendschappelijk № 35 «onderlinge duels» | Jordanië | 0 – 0 | Bosnië en Herzegovina | Prins Mohammed Stadion, Zarqa Toeschouwers: 2.000 Scheidsrechter: Abdul Omar (JOR) |
| 11 maart Vriendschappelijk № 35 «onderlinge duels» |          |       |                       | Prins Mohammed Stadion, Zarqa Toeschouwers: 2.000 Scheidsrechter: Abdul Omar (JOR) |

|                                                    |                           |       |                                       |                                                                                               |
| 15 maart Vriendschappelijk № 36 «onderlinge duels» | Jordanië                  | 1 – 2 | Bosnië en Herzegovina                 | Prins Mohammed Stadion, Zarqa Toeschouwers: 2.000 Scheidsrechter: Salem Mahmoud Mujghef (JOR) |
| 15 maart Vriendschappelijk № 36 «onderlinge duels» | Muayed Saleem Mansour 28' |       | 20' Faruk Ihtijarević 60' Omer Joldić | Prins Mohammed Stadion, Zarqa Toeschouwers: 2.000 Scheidsrechter: Salem Mahmoud Mujghef (JOR) |

|                                                    |                       |       |           |                                                                                   |
| 29 maart Vriendschappelijk № 37 «onderlinge duels» | Bosnië en Herzegovina | 1 – 0 | Macedonië | Bilino Polje, Zenica Toeschouwers: 17.000 Scheidsrechter: Miroslav Vitković (CRO) |
| 29 maart Vriendschappelijk № 37 «onderlinge duels» | Muhamed Konjić 88'    |       |           | Bilino Polje, Zenica Toeschouwers: 17.000 Scheidsrechter: Miroslav Vitković (CRO) |

|                                                       |                                 |       |         |                                                                                     |
| 16 augustus Vriendschappelijk № 38 «onderlinge duels» | Bosnië en Herzegovina           | 2 – 0 | Turkije | Stadion Koševo, Sarajevo Toeschouwers: 7.000 Scheidsrechter: Delče Jakimovski (MKD) |
| 16 augustus Vriendschappelijk № 38 «onderlinge duels» | Elvir Bolić 39' Marko Topić 90' |       |         | Stadion Koševo, Sarajevo Toeschouwers: 7.000 Scheidsrechter: Delče Jakimovski (MKD) |

|                                                               |                       |       |                                         |                                                                                    |
| 2 september WK-kwalificatie № 39 «onderlinge duels» 19:15 uur | Bosnië en Herzegovina | 1 – 2 | Spanje                                  | Stadion Koševo, Sarajevo Toeschouwers: 28.700 Scheidsrechter: Herbert Fandel (GER) |
| 2 september WK-kwalificatie № 39 «onderlinge duels» 19:15 uur | Elvir Baljić 41'      |       | 39' Gérardo Lopez 72' Joseba Etxeberría | Stadion Koševo, Sarajevo Toeschouwers: 28.700 Scheidsrechter: Herbert Fandel (GER) |

|                                                              |                                                      |       |                       |                                                                                 |
| 11 oktober WK-kwalificatie № 40 «onderlinge duels» 19:30 uur | Israël                                               | 3 – 1 | Bosnië en Herzegovina | Ramat Gan Stadion, Tel Aviv Toeschouwers: 30.000 Scheidsrechter: Dick Jol (NED) |
| 11 oktober WK-kwalificatie № 40 «onderlinge duels» 19:30 uur | Eyal Berkovich 12' Yossi Abuksis 62' Yaniv Katan 76' |       | 48' Bruno Akrapović   | Ramat Gan Stadion, Tel Aviv Toeschouwers: 30.000 Scheidsrechter: Dick Jol (NED) |

### 2001
|                                                                    |            |                                   |                       |                                                                                        |
| 12 januari Millennium Soccer Cup № 41 «onderlinge duels» 19:30 uur | Bangladesh | 0 – 2                             | Bosnië en Herzegovina | Jawaharlal Nehru Stadion, Kochi Toeschouwers: 20.000 Scheidsrechter: Vasan Surem (INA) |
| 12 januari Millennium Soccer Cup № 41 «onderlinge duels» 19:30 uur |            | 55' Almedin Hota 58' Almedin Hota |                       | Jawaharlal Nehru Stadion, Kochi Toeschouwers: 20.000 Scheidsrechter: Vasan Surem (INA) |

|                                                                    |                       |       |                    |                                                                                              |
| 14 januari Millennium Soccer Cup № 42 «onderlinge duels» 17:30 uur | Bosnië en Herzegovina | 1 – 1 | Joegoslavië        | Jawaharlal Nehru Stadion, Kochi Toeschouwers: 30.000 Scheidsrechter: Abdul Halim Hamid (THA) |
| 14 januari Millennium Soccer Cup № 42 «onderlinge duels» 17:30 uur | Mirsad Bešlija 75'    |       | 85' Dušan Petković | Jawaharlal Nehru Stadion, Kochi Toeschouwers: 30.000 Scheidsrechter: Abdul Halim Hamid (THA) |

|                                                                    |                                     |       |                                                                      |                                                                                              |
| 18 januari Millennium Soccer Cup № 43 «onderlinge duels» 19:00 uur | Uruguay                             | 2 – 3 | Bosnië en Herzegovina                                                | Jawaharlal Nehru Stadion, Kochi Toeschouwers: 20.000 Scheidsrechter: Abdul Halim Hamid (THA) |
| 18 januari Millennium Soccer Cup № 43 «onderlinge duels» 19:00 uur | Daniel Pereira 12' Juan Segalés 59' |       | 40' Zehrudin Kavazović 83' Dželaludin Muharemović 97' Mirsad Bešlija | Jawaharlal Nehru Stadion, Kochi Toeschouwers: 20.000 Scheidsrechter: Abdul Halim Hamid (THA) |

|                                                                    |       |                            |                       |                                                                                          |
| 22 januari Millennium Soccer Cup № 44 «onderlinge duels» 17:00 uur | Chili | 0 – 1                      | Bosnië en Herzegovina | Salt Lake Stadion, Calcutta Toeschouwers: onbekend Scheidsrechter: Rungkly Mangkol (THA) |
| 22 januari Millennium Soccer Cup № 44 «onderlinge duels» 17:00 uur |       | 75' Dželaludin Muharemović |                       | Salt Lake Stadion, Calcutta Toeschouwers: onbekend Scheidsrechter: Rungkly Mangkol (THA) |

|                                                                    |                                    |       |                       |                                                                                        |
| 25 januari Millennium Soccer Cup № 45 «onderlinge duels» 17:00 uur | Joegoslavië                        | 2 – 0 | Bosnië en Herzegovina | Salt Lake Stadion, Calcutta Toeschouwers: 15.000 Scheidsrechter: Rungkly Mangkol (THA) |
| 25 januari Millennium Soccer Cup № 45 «onderlinge duels» 17:00 uur | Igor Duljaj 7' Igor Bogdanović 45' |       |                       | Salt Lake Stadion, Calcutta Toeschouwers: 15.000 Scheidsrechter: Rungkly Mangkol (THA) |

|                                                       |                       |       |                    |                                                                                |
| 28 februari Vriendschappelijk № 46 «onderlinge duels» | Bosnië en Herzegovina | 1 – 1 | Hongarije          | Bilino Polje, Zenica Toeschouwers: 9.000 Scheidsrechter: Sašo Lazarevski (MKD) |
| 28 februari Vriendschappelijk № 46 «onderlinge duels» | Sergej Barbarez 22'   |       | 13' Ferenc Horváth | Bilino Polje, Zenica Toeschouwers: 9.000 Scheidsrechter: Sašo Lazarevski (MKD) |

|                                                            |                       |       |                  |                                                                                        |
| 24 maart WK-kwalificatie № 47 «onderlinge duels» 19:30 uur | Bosnië en Herzegovina | 1 – 1 | Oostenrijk       | Stadion Koševo, Sarajevo Toeschouwers: 32.000 Scheidsrechter: Tom Henning Øvrebø (NOR) |
| 24 maart WK-kwalificatie № 47 «onderlinge duels» 19:30 uur | Sergej Barbarez 43'   |       | 61' Michael Baur | Stadion Koševo, Sarajevo Toeschouwers: 32.000 Scheidsrechter: Tom Henning Øvrebø (NOR) |

|                                                            |               |                                                          |                       |                                                                                   |
| 28 maart WK-kwalificatie № 48 «onderlinge duels» 19:00 uur | Liechtenstein | 0 – 3                                                    | Bosnië en Herzegovina | Rheinparkstadion, Vaduz Toeschouwers: 3.400 Scheidsrechter: Andrejs Sipailo (LAT) |
| 28 maart WK-kwalificatie № 48 «onderlinge duels» 19:00 uur |               | 10' Sergej Barbarez 72' Sergej Barbarez 89' Almedin Hota |                       | Rheinparkstadion, Vaduz Toeschouwers: 3.400 Scheidsrechter: Andrejs Sipailo (LAT) |

|                                                          |                                                                           |       |                       |                                                                                            |
| 2 juni WK-kwalificatie № 49 «onderlinge duels» 20:30 uur | Spanje                                                                    | 4 – 1 | Bosnië en Herzegovina | Estadio Carlos Tartiere, Oviedo Toeschouwers: 27.000 Scheidsrechter: Roy Helge Olsen (NOR) |
| 2 juni WK-kwalificatie № 49 «onderlinge duels» 20:30 uur | Fernando Hierro 26' Javi Moreno 76' Raúl González 89' Diego Tristán 90+1' |       | 41' Mirsad Bešlija    | Estadio Carlos Tartiere, Oviedo Toeschouwers: 27.000 Scheidsrechter: Roy Helge Olsen (NOR) |

|                                                  |           |                         |                       |                                                                                               |
| 20 juni Merdeka Toernooi № 50 «onderlinge duels» | Slowakije | 0 – 1                   | Bosnië en Herzegovina | Shah Alam Stadion, Shah Alam Toeschouwers: 8.000 Scheidsrechter: Subkhiddin Mohd Salleh (MAS) |
| 20 juni Merdeka Toernooi № 50 «onderlinge duels» |           | 63' (e.d.) Milan Jambor |                       | Shah Alam Stadion, Shah Alam Toeschouwers: 8.000 Scheidsrechter: Subkhiddin Mohd Salleh (MAS) |

|                                                  |         |                    |                       |                                                                                          |
| 23 juni Merdeka Toernooi № 51 «onderlinge duels» | Bahrein | 0 – 1              | Bosnië en Herzegovina | Shah Alam Stadion, Shah Alam Toeschouwers: 4.000 Scheidsrechter: Halim Abdul Hamid (MAS) |
| 23 juni Merdeka Toernooi № 51 «onderlinge duels» |         | 3' Almin Kulenović |                       | Shah Alam Stadion, Shah Alam Toeschouwers: 4.000 Scheidsrechter: Halim Abdul Hamid (MAS) |

|                                                  |                                            |       |                                     |                                                                                     |
| 24 juni Merdeka Toernooi № 52 «onderlinge duels» | Maleisië                                   | 2 – 2 | Bosnië en Herzegovina               | Shah Alam Stadion, Shah Alam Toeschouwers: 5.000 Scheidsrechter: Huang Junjie (CHN) |
| 24 juni Merdeka Toernooi № 52 «onderlinge duels» | Rusdi Suparman 70' Ahmad Shahrul Azhar 83' |       | 48' Vedran Pelić 70' Enes Mešanović | Shah Alam Stadion, Shah Alam Toeschouwers: 5.000 Scheidsrechter: Huang Junjie (CHN) |

|                                                  |          |                                      |                       |                                                                                     |
| 27 juni Merdeka Toernooi № 53 «onderlinge duels» | Maleisië | 0 – 2                                | Bosnië en Herzegovina | Shah Alam Stadion, Shah Alam Toeschouwers: 60.000 Scheidsrechter: Hie Yuanyin (CHN) |
| 27 juni Merdeka Toernooi № 53 «onderlinge duels» |          | 10' Jasmin Hurić 18' Almin Kulenović |                       | Shah Alam Stadion, Shah Alam Toeschouwers: 60.000 Scheidsrechter: Hie Yuanyin (CHN) |

|                                                  |                                                |       |                       |                                                                                          |
| 30 juni Merdeka Toernooi № 54 «onderlinge duels» | Oezbekistan                                    | 2 – 1 | Bosnië en Herzegovina | Shah Alam Stadion, Shah Alam Toeschouwers: 1.000 Scheidsrechter: Halim Abdul Hamid (MAS) |
| 30 juni Merdeka Toernooi № 54 «onderlinge duels» | Leonid Koshelev 83' Bakhtiyor Hamidullaev 119' |       | 90' Velimir Brašnić   | Shah Alam Stadion, Shah Alam Toeschouwers: 1.000 Scheidsrechter: Halim Abdul Hamid (MAS) |

|                                                   |                                         |       |                                          |                                                                                     |
| 22 juli Vriendschappelijk № 55 «onderlinge duels» | Bosnië en Herzegovina                   | 2 – 2 | Iran                                     | Stadion Pod Borićima, Bihać Toeschouwers: 7.500 Scheidsrechter: Darko Čeferin (SLO) |
| 22 juli Vriendschappelijk № 55 «onderlinge duels» | Sead Seferović 7' Miroslav Dujmović 10' |       | 16' Sirous Deenmohammadi 90' Fraz Fatemi | Stadion Pod Borićima, Bihać Toeschouwers: 7.500 Scheidsrechter: Darko Čeferin (SLO) |

|                                           |                                                |       |                                                                                         |                                                                               |
| 8 augustus LG Cup № 56 «onderlinge duels» | Zuid-Afrika                                    | 2 – 4 | Bosnië en Herzegovina                                                                   | Azadi Stadion, Teheran Toeschouwers: 40.000 Scheidsrechter: Ali Hamirad (IRN) |
| 8 augustus LG Cup № 56 «onderlinge duels» | Simon Makhubela 15' Simon Makhubela 70' (pen.) |       | 35' Dželaludin Muharemović 40' Admir Adžem 90' Ramiz Husić 90+3' Dželaludin Muharemović | Azadi Stadion, Teheran Toeschouwers: 40.000 Scheidsrechter: Ali Hamirad (IRN) |

|                                            |                                                                |       |                       |                                                                                  |
| 10 augustus LG Cup № 57 «onderlinge duels» | Iran                                                           | 4 – 0 | Bosnië en Herzegovina | Azadi Stadion, Teheran Toeschouwers: 80.000 Scheidsrechter: Tajaddin Fares (SYR) |
| 10 augustus LG Cup № 57 «onderlinge duels» | Mehdi Hasheminasab 6' Ali Daei 67' Ali Karimi 82' Ali Daei 90' |       |                       | Azadi Stadion, Teheran Toeschouwers: 80.000 Scheidsrechter: Tajaddin Fares (SYR) |

|                                                       |                                   |       |       |                                                                                     |
| 15 augustus Vriendschappelijk № 58 «onderlinge duels» | Bosnië en Herzegovina             | 2 – 0 | Malta | Stadion Grbavica, Sarajevo Toeschouwers: 4.000 Scheidsrechter: Attila Abraham (HUN) |
| 15 augustus Vriendschappelijk № 58 «onderlinge duels» | Elvir Baljić 17' Elvir Baljić 44' |       |       | Stadion Grbavica, Sarajevo Toeschouwers: 4.000 Scheidsrechter: Attila Abraham (HUN) |

|                                                               |                       |       |        |                                                                                   |
| 1 september WK-kwalificatie № 59 «onderlinge duels» 19:15 uur | Bosnië en Herzegovina | 0 – 0 | Israël | Stadion Koševo, Sarajevo Toeschouwers: 14.000 Scheidsrechter: Dieter Schoch (SUI) |
| 1 september WK-kwalificatie № 59 «onderlinge duels» 19:15 uur |                       |       |        | Stadion Koševo, Sarajevo Toeschouwers: 14.000 Scheidsrechter: Dieter Schoch (SUI) |

|                                                               |                                       |       |                       |                                                                                      |
| 5 september WK-kwalificatie № 60 «onderlinge duels» 19:30 uur | Oostenrijk                            | 2 – 0 | Bosnië en Herzegovina | Ernst-Happel-Stadion, Wenen Toeschouwers: 23.200 Scheidsrechter: Graham Barber (ENG) |
| 5 september WK-kwalificatie № 60 «onderlinge duels» 19:30 uur | Andreas Herzog 38' Andreas Herzog 86' |       |                       | Ernst-Happel-Stadion, Wenen Toeschouwers: 23.200 Scheidsrechter: Graham Barber (ENG) |

|                                                             |                                                                                       |       |               |                                                                               |
| 7 oktober WK-kwalificatie № 61 «onderlinge duels» 19:15 uur | Bosnië en Herzegovina                                                                 | 5 – 0 | Liechtenstein | Bilino Polje, Zenica Toeschouwers: 6.000 Scheidsrechter: John McDermott (IRL) |
| 7 oktober WK-kwalificatie № 61 «onderlinge duels» 19:15 uur | Muhamed Konjić 33' Elvir Baljić 45' Nermin Šabić 69' Elvir Baljić 82' Mario Dodić 85' |       |               | Bilino Polje, Zenica Toeschouwers: 6.000 Scheidsrechter: John McDermott (IRL) |

### 2002
|                                                    |                                                                        |       |                                                                          |                                                                                       |
| 27 maart Vriendschappelijk № 62 «onderlinge duels» | Bosnië en Herzegovina                                                  | 4 – 4 | Macedonië                                                                | Stadion Grbavica, Sarajevo Toeschouwers: 3.500 Scheidsrechter: Aloizije Šupraha (CRO) |
| 27 maart Vriendschappelijk № 62 «onderlinge duels» | Elvir Bolić 3' Sergej Barbarez 14' Sergej Barbarez 37' Elvir Bolić 66' |       | 53' Artim Šakiri 64' (pen.) Saša Ćirić 76' Artim Šakiri 89' Artim Šakiri | Stadion Grbavica, Sarajevo Toeschouwers: 3.500 Scheidsrechter: Aloizije Šupraha (CRO) |

|                                                    |                                      |       |                       |                                                                                   |
| 17 april Vriendschappelijk № 63 «onderlinge duels» | Kroatië                              | 2 – 0 | Bosnië en Herzegovina | Maksimir Stadion, Zagreb Toeschouwers: 3.000 Scheidsrechter: Stefan Messner (AUT) |
| 17 april Vriendschappelijk № 63 «onderlinge duels» | Ivica Olić 2' Davor Šuker 52' (pen.) |       |                       | Maksimir Stadion, Zagreb Toeschouwers: 3.000 Scheidsrechter: Stefan Messner (AUT) |

|                                                       |                       |                                         |             |                                                                                  |
| 21 augustus Vriendschappelijk № 64 «onderlinge duels» | Bosnië en Herzegovina | 0 – 2                                   | Joegoslavië | Koševo Stadion, Sarajevo Toeschouwers: 12.000 Scheidsrechter: Željko Širić (CRO) |
| 21 augustus Vriendschappelijk № 64 «onderlinge duels» |                       | 34' Mladen Krstajić 41' Darko Kovačević |             | Koševo Stadion, Sarajevo Toeschouwers: 12.000 Scheidsrechter: Željko Širić (CRO) |

|                                                     |                       |                                                      |          |                                                                                    |
| 7 september EK-kwalificatie № 65 «onderlinge duels» | Bosnië en Herzegovina | 0 – 3                                                | Roemenië | Koševo Stadion, Sarajevo Toeschouwers: 4.000 Scheidsrechter: Lucilio Batista (POR) |
| 7 september EK-kwalificatie № 65 «onderlinge duels» |                       | 7' Cristian Chivu 9' Dorinel Munteanu 28' Ioan Ganea |          | Koševo Stadion, Sarajevo Toeschouwers: 4.000 Scheidsrechter: Lucilio Batista (POR) |

|                                                                |                       |       |                     |                                                                                      |
| 11 oktober Vriendschappelijk № 66 «onderlinge duels» 20:30 uur | Bosnië en Herzegovina | 1 – 1 | Duitsland           | Koševo Stadion, Sarajevo Toeschouwers: 5.000 Scheidsrechter: Massimo De Santis (ITA) |
| 11 oktober Vriendschappelijk № 66 «onderlinge duels» 20:30 uur | Elvir Baljić 21'      |       | 56' Carsten Jancker | Koševo Stadion, Sarajevo Toeschouwers: 5.000 Scheidsrechter: Massimo De Santis (ITA) |

|                                                    |                                        |       |                       |                                                                                |
| 16 oktober EK-kwalificatie № 67 «onderlinge duels» | Noorwegen                              | 2 – 0 | Bosnië en Herzegovina | Ullevaal Stadion, Oslo Toeschouwers: 24.169 Scheidsrechter: Michal Beneš (CZE) |
| 16 oktober EK-kwalificatie № 67 «onderlinge duels» | Claus Lundekvam 7' John Arne Riise 27' |       |                       | Ullevaal Stadion, Oslo Toeschouwers: 24.169 Scheidsrechter: Michal Beneš (CZE) |

### 2003
|                                                                 |                                     |       |                                     |                                                                                      |
| 12 februari Vriendschappelijk № 68 «onderlinge duels» 19:45 uur | Wales                               | 2 – 2 | Bosnië en Herzegovina               | Millennium Stadium, Cardiff Toeschouwers: 21.456 Scheidsrechter: David Malcolm (NIR) |
| 12 februari Vriendschappelijk № 68 «onderlinge duels» 19:45 uur | Robert Earnshaw 8' John Hartson 74' |       | 5' Elvir Baljić 64' Sergej Barbarez | Millennium Stadium, Cardiff Toeschouwers: 21.456 Scheidsrechter: David Malcolm (NIR) |

|                                                            |                                     |       |           |                                                                              |
| 29 maart EK-kwalificatie № 69 «onderlinge duels» 19:15 uur | Bosnië en Herzegovina               | 2 – 0 | Luxemburg | Bilino Polje, Zenica Toeschouwers: 12.000 Scheidsrechter: Jouni Hyytiä (FIN) |
| 29 maart EK-kwalificatie № 69 «onderlinge duels» 19:15 uur | Elvir Bolić 53' Sergej Barbarez 79' |       |           | Bilino Polje, Zenica Toeschouwers: 12.000 Scheidsrechter: Jouni Hyytiä (FIN) |

|                                                 |            |                                      |                       |                                                                             |
| 2 april EK-kwalificatie № 70 «onderlinge duels» | Denemarken | 0 – 2                                | Bosnië en Herzegovina | Parken, Kopenhagen Toeschouwers: 30.845 Scheidsrechter: Anton Stredák (SVK) |
| 2 april EK-kwalificatie № 70 «onderlinge duels» |            | 23' Sergej Barbarez 29' Elvir Baljić |                       | Parken, Kopenhagen Toeschouwers: 30.845 Scheidsrechter: Anton Stredák (SVK) |

|                                                |                                |       |                       |                                                                               |
| 7 juni EK-kwalificatie № 71 «onderlinge duels» | Roemenië                       | 2 – 0 | Bosnië en Herzegovina | Ion Oblemenco, Craiova Toeschouwers: 25.000 Scheidsrechter: Ruud Bossen (NED) |
| 7 juni EK-kwalificatie № 71 «onderlinge duels» | Adrian Mutu 46' Ioan Ganea 88' |       |                       | Ion Oblemenco, Craiova Toeschouwers: 25.000 Scheidsrechter: Ruud Bossen (NED) |

|                                                     |                       |       |           |                                                                              |
| 6 september EK-kwalificatie № 72 «onderlinge duels» | Bosnië en Herzegovina | 1 – 0 | Noorwegen | Bilino Polje, Zenica Toeschouwers: 18.000 Scheidsrechter: Stéphane Bre (FRA) |
| 6 september EK-kwalificatie № 72 «onderlinge duels» | Zlatan Bajramović 86' |       |           | Bilino Polje, Zenica Toeschouwers: 18.000 Scheidsrechter: Stéphane Bre (FRA) |

|                                                                |           |                     |                       |                                                                                          |
| 10 september EK-kwalificatie № 73 «onderlinge duels» 19:00 uur | Luxemburg | 0 – 1               | Bosnië en Herzegovina | Stade Josy Barthel, Luxemburg Toeschouwers: 3.500 Scheidsrechter: Costas Kapitanis (CYP) |
| 10 september EK-kwalificatie № 73 «onderlinge duels» 19:00 uur |           | 35' Sergej Barbarez |                       | Stade Josy Barthel, Luxemburg Toeschouwers: 3.500 Scheidsrechter: Costas Kapitanis (CYP) |

|                                                    |                       |       |                      |                                                                                   |
| 11 oktober EK-kwalificatie № 74 «onderlinge duels» | Bosnië en Herzegovina | 1 – 1 | Denemarken           | Koševo Stadion, Sarajevo Toeschouwers: 35.500 Scheidsrechter: Graham Barber (ENG) |
| 11 oktober EK-kwalificatie № 74 «onderlinge duels» | Elvir Bolić 39'       |       | 12' Martin Jørgensen | Koševo Stadion, Sarajevo Toeschouwers: 35.500 Scheidsrechter: Graham Barber (ENG) |

### 2004
|                                                                 |                  |       |                       |                                                                                   |
| 18 februari Vriendschappelijk № 75 «onderlinge duels» 18:00 uur | Macedonië        | 1 – 0 | Bosnië en Herzegovina | Gradski Stadion, Skopje Toeschouwers: 8.000 Scheidsrechter: Momchil Vraikov (BUL) |
| 18 februari Vriendschappelijk № 75 «onderlinge duels» 18:00 uur | Goran Pandev 22' |       |                       | Gradski Stadion, Skopje Toeschouwers: 8.000 Scheidsrechter: Momchil Vraikov (BUL) |

|                                                              |                 |       |                                        |                                                                                      |
| 31 maart Vriendschappelijk № 76 «onderlinge duels» 20:00 uur | Luxemburg       | 1 – 2 | Bosnië en Herzegovina                  | Stade Josy Barthel, Luxemburg Toeschouwers: 2.000 Scheidsrechter: René Rogalla (SUI) |
| 31 maart Vriendschappelijk № 76 «onderlinge duels» 20:00 uur | Daniel Huss 87' |       | 63' Zvjezdan Misimović 71' Elvir Bolić | Stade Josy Barthel, Luxemburg Toeschouwers: 2.000 Scheidsrechter: René Rogalla (SUI) |

|                                                              |                        |       |         |                                                                                 |
| 28 april Vriendschappelijk № 77 «onderlinge duels» 19:00 uur | Bosnië en Herzegovina  | 1 – 0 | Finland | Bilino Polje, Zenica Toeschouwers: 21.000 Scheidsrechter: Emil Bozinovski (MKD) |
| 28 april Vriendschappelijk № 77 «onderlinge duels» 19:00 uur | Zvjezdan Misimović 88' |       |         | Bilino Polje, Zenica Toeschouwers: 21.000 Scheidsrechter: Emil Bozinovski (MKD) |

|                                                                 |                  |       |                       |                                                                                                 |
| 18 augustus Vriendschappelijk № 78 «onderlinge duels» 19:45 uur | Frankrijk        | 1 – 1 | Bosnië en Herzegovina | Stade de la Route de Lorient, Rennes Toeschouwers: 26.527 Scheidsrechter: Dougie McDonald (SCO) |
| 18 augustus Vriendschappelijk № 78 «onderlinge duels» 19:45 uur | Péguy Makanda 6' |       | 37' Ivica Grlić       | Stade de la Route de Lorient, Rennes Toeschouwers: 26.527 Scheidsrechter: Dougie McDonald (SCO) |

|                                                               |                       |       |                       |                                                                                   |
| 8 september WK-kwalificatie № 79 «onderlinge duels» 20:15 uur | Bosnië en Herzegovina | 1 – 1 | Spanje                | Bilino Polje, Zenica Toeschouwers: 15.000 Scheidsrechter: Massimo De Santis (ITA) |
| 8 september WK-kwalificatie № 79 «onderlinge duels» 20:15 uur | Elvir Bolić 75'       |       | 67' Vicente Rodríguez | Bilino Polje, Zenica Toeschouwers: 15.000 Scheidsrechter: Massimo De Santis (ITA) |

|                                                             |                       |       |                      |                                                                                      |
| 9 oktober WK-kwalificatie № 80 «onderlinge duels» 20:15 uur | Bosnië en Herzegovina | 0 – 0 | Servië en Montenegro | Koševo Stadion, Sarajevo Toeschouwers: 32.000 Scheidsrechter: Gilles Veissière (FRA) |
| 9 oktober WK-kwalificatie № 80 «onderlinge duels» 20:15 uur |                       |       |                      | Koševo Stadion, Sarajevo Toeschouwers: 32.000 Scheidsrechter: Gilles Veissière (FRA) |

### 2005
|                                                                |                                |       |                       |                                                                                 |
| 2 februari Vriendschappelijk № 81 «onderlinge duels» 17:45 uur | Iran                           | 2 – 1 | Bosnië en Herzegovina | Azadi Stadion, Teheran Toeschouwers: 15.000 Scheidsrechter: Masoud Moradi (IRI) |
| 2 februari Vriendschappelijk № 81 «onderlinge duels» 17:45 uur | Ali Daei 47' Arash Borhani 75' |       | 71' Elvir Bolić       | Azadi Stadion, Teheran Toeschouwers: 15.000 Scheidsrechter: Masoud Moradi (IRI) |

|                                                            |                                                                      |       |                       |                                                                                             |
| 26 maart WK-kwalificatie № 82 «onderlinge duels» 20:15 uur | België                                                               | 4 – 1 | Bosnië en Herzegovina | Koning Boudewijnstadion, Brussel Toeschouwers: 36.700 Scheidsrechter: Vladimír Hriňák (SVK) |
| 26 maart WK-kwalificatie № 82 «onderlinge duels» 20:15 uur | Émile Mpenza 15' Koen Daerden 44' Émile Mpenza 54' Thomas Buffel 77' |       | 1' Elvir Bolić        | Koning Boudewijnstadion, Brussel Toeschouwers: 36.700 Scheidsrechter: Vladimír Hriňák (SVK) |

|                                                            |                        |       |                         |                                                                                   |
| 30 maart WK-kwalificatie № 83 «onderlinge duels» 20:00 uur | Bosnië en Herzegovina  | 1 – 1 | Litouwen                | Koševo Stadion, Sarajevo Toeschouwers: 6.000 Scheidsrechter: Yuriy Baskakov (RUS) |
| 30 maart WK-kwalificatie № 83 «onderlinge duels» 20:00 uur | Zvjezdan Misimović 21' |       | 60' Marius Stankevičius | Koševo Stadion, Sarajevo Toeschouwers: 6.000 Scheidsrechter: Yuriy Baskakov (RUS) |

|                                                          |                |       |                                                                   |                                                                                       |
| 4 juni WK-kwalificatie № 84 «onderlinge duels» 20:30 uur | San Marino     | 1 – 3 | Bosnië en Herzegovina                                             | Stadio Olimpico, Serravalle Toeschouwers: 1.000 Scheidsrechter: Bülent Demirlek (TUR) |
| 4 juni WK-kwalificatie № 84 «onderlinge duels» 20:30 uur | Andy Selva 40' |       | 17' Hasan Salihamidžić 39' Hasan Salihamidžić 75' Sergej Barbarez | Stadio Olimpico, Serravalle Toeschouwers: 1.000 Scheidsrechter: Bülent Demirlek (TUR) |

|                                                          |                     |       |                        |                                                                                     |
| 8 juni WK-kwalificatie № 85 «onderlinge duels» 22:00 uur | Spanje              | 1 – 1 | Bosnië en Herzegovina  | Estadio Mestalla, Valencia Toeschouwers: 40.000 Scheidsrechter: Steve Bennett (ENG) |
| 8 juni WK-kwalificatie № 85 «onderlinge duels» 22:00 uur | Carlos Marchena 90' |       | 38' Zvjezdan Misimović | Estadio Mestalla, Valencia Toeschouwers: 40.000 Scheidsrechter: Steve Bennett (ENG) |

|                                                                 |                     |       |                       |                                                                                     |
| 17 augustus Vriendschappelijk № 86 «onderlinge duels» 18:00 uur | Estland             | 1 – 0 | Bosnië en Herzegovina | A. Le Coq Arena, Tallinn Toeschouwers: 4.000 Scheidsrechter: Peter Fröjdfeldt (SWE) |
| 17 augustus Vriendschappelijk № 86 «onderlinge duels» 18:00 uur | Kristen Viikmäe 35' |       |                       | A. Le Coq Arena, Tallinn Toeschouwers: 4.000 Scheidsrechter: Peter Fröjdfeldt (SWE) |

|                                                               |                       |       |        |                                                                                      |
| 3 september WK-kwalificatie № 87 «onderlinge duels» 20:15 uur | Bosnië en Herzegovina | 1 – 0 | België | Bilino Polje, Zenica Toeschouwers: 12.000 Scheidsrechter: Olegário Benquerença (POR) |
| 3 september WK-kwalificatie № 87 «onderlinge duels» 20:15 uur | Sergej Barbarez 62'   |       |        | Bilino Polje, Zenica Toeschouwers: 12.000 Scheidsrechter: Olegário Benquerença (POR) |

|                                                               |          |                     |                       |                                                                                   |
| 7 september WK-kwalificatie № 88 «onderlinge duels» 19:00 uur | Litouwen | 0 – 1               | Bosnië en Herzegovina | Zalgiris Stadion, Vilnius Toeschouwers: 4.000 Scheidsrechter: Viktor Kassai (HUN) |
| 7 september WK-kwalificatie № 88 «onderlinge duels» 19:00 uur |          | 28' Sergej Barbarez |                       | Zalgiris Stadion, Vilnius Toeschouwers: 4.000 Scheidsrechter: Viktor Kassai (HUN) |

|                                                             |                                                 |       |            |                                                                            |
| 8 oktober WK-kwalificatie № 89 «onderlinge duels» 20:00 uur | Bosnië en Herzegovina                           | 3 – 0 | San Marino | Bilino Polje, Zenica Toeschouwers: 8.500 Scheidsrechter: Alain Hamer (LUX) |
| 8 oktober WK-kwalificatie № 89 «onderlinge duels» 20:00 uur | Elvir Bolić 48' Elvir Bolić 75' Elvir Bolić 85' |       |            | Bilino Polje, Zenica Toeschouwers: 8.500 Scheidsrechter: Alain Hamer (LUX) |

|                                                              |                      |       |                       |                                                                                              |
| 12 oktober WK-kwalificatie № 90 «onderlinge duels» 20:30 uur | Servië en Montenegro | 1 – 0 | Bosnië en Herzegovina | Stadion FK Crvena Zvezda, Belgrado Toeschouwers: 46.305 Scheidsrechter: Kyros Vassaras (GRE) |
| 12 oktober WK-kwalificatie № 90 «onderlinge duels» 20:30 uur | Mateja Kežman 7'     |       |                       | Stadion FK Crvena Zvezda, Belgrado Toeschouwers: 46.305 Scheidsrechter: Kyros Vassaras (GRE) |

### 2006
|                                                                 |                                               |       |                                           |                                                                                        |
| 28 februari Vriendschappelijk № 91 «onderlinge duels» 19:20 uur | Bosnië en Herzegovina                         | 2 – 2 | Japan                                     | Signal Iduna Park, Dortmund Toeschouwers: 7.000 Scheidsrechter: Franz-Xaver Wack (GER) |
| 28 februari Vriendschappelijk № 91 «onderlinge duels» 19:20 uur | Zvjezdan Misimović 57' (pen.) Emir Spahić 67' |       | 45' Naohiro Takahara 90' Hidetoshi Nakata | Signal Iduna Park, Dortmund Toeschouwers: 7.000 Scheidsrechter: Franz-Xaver Wack (GER) |

|                                                            |                                   |       |                       |                                                                                          |
| 26 mei Vriendschappelijk № 92 «onderlinge duels» 20:00 uur | Zuid-Korea                        | 2 – 0 | Bosnië en Herzegovina | Seoul World Cup Stadion, Seoul Toeschouwers: 64.836 Scheidsrechter: Yim Yau Cheung (HKG) |
| 26 mei Vriendschappelijk № 92 «onderlinge duels» 20:00 uur | Ki-Hyeon Seol 50' Jae-Jin Cho 90' |       |                       | Seoul World Cup Stadion, Seoul Toeschouwers: 64.836 Scheidsrechter: Yim Yau Cheung (HKG) |

|                                                            |                                                                                                  |       |                                           |                                                                                          |
| 31 mei Vriendschappelijk № 93 «onderlinge duels» 20:00 uur | Iran                                                                                             | 5 – 2 | Bosnië en Herzegovina                     | Azadi Stadion, Teheran Toeschouwers: 50.000 Scheidsrechter: Subkhiddin Mohd Salleh (MAS) |
| 31 mei Vriendschappelijk № 93 «onderlinge duels» 20:00 uur | Mehrzad Madanchi 26' Rahman Rezaei 44' Vahid Hashemian 45' Reza Enayati 89' Rasoul Khatibi 90+1' |       | 4' Zvjezdan Misimović 17' Sergej Barbarez | Azadi Stadion, Teheran Toeschouwers: 50.000 Scheidsrechter: Subkhiddin Mohd Salleh (MAS) |

|                                                                 |                       |       |                                       |                                                                                      |
| 16 augustus Vriendschappelijk № 94 «onderlinge duels» 20:00 uur | Bosnië en Herzegovina | 1 – 2 | Frankrijk                             | Koševo Stadion, Sarajevo Toeschouwers: 35.000 Scheidsrechter: Franz-Xaver Wack (GER) |
| 16 augustus Vriendschappelijk № 94 «onderlinge duels» 20:00 uur | Sergej Barbarez 15'   |       | 41' William Gallas 90' Julien Faubert | Koševo Stadion, Sarajevo Toeschouwers: 35.000 Scheidsrechter: Franz-Xaver Wack (GER) |

|                                                               |                                  |       | |                                                                                       |
| 2 september EK-kwalificatie № 95 «onderlinge duels» 19:15 uur | Malta                            | 2 – 5 | Bosnië en Herzegovina                                                                              | Ta' Qali Stadium, Ta' Qali Toeschouwers: 5.000 Scheidsrechter: Thomas Vejlgaard (DEN) |
| 2 september EK-kwalificatie № 95 «onderlinge duels» 19:15 uur | Jamie Pace 6' Michael Mifsud 85' |       | 4' Sergej Barbarez 10' Mirko Hrgović 45' Mirko Hrgović 48' Zlatan Muslimović 50' Zlatan Muslimović | Ta' Qali Stadium, Ta' Qali Toeschouwers: 5.000 Scheidsrechter: Thomas Vejlgaard (DEN) |

|                                                               |                        |       |                                                           |                                                                                  |
| 6 september EK-kwalificatie № 96 «onderlinge duels» 20:15 uur | Bosnië en Herzegovina  | 1 – 3 | Hongarije                                                 | Bilino Polje, Zenica Toeschouwers: 13.000 Scheidsrechter: Costas Kapitanis (CYP) |
| 6 september EK-kwalificatie № 96 «onderlinge duels» 20:15 uur | Zvjezdan Misimović 64' |       | 36' (pen.) Szabolcs Huszti 46' Zoltán Gera 49' Pál Dardai | Bilino Polje, Zenica Toeschouwers: 13.000 Scheidsrechter: Costas Kapitanis (CYP) |

|                                                             |                                                  |       |                                        |                                                                                      |
| 7 oktober EK-kwalificatie № 95 «onderlinge duels» 19:00 uur | Moldavië                                         | 2 – 2 | Bosnië en Herzegovina                  | Zimbru Stadion, Chisinau Toeschouwers: 11.000 Scheidsrechter: Hervé Piccirillo (FRA) |
| 7 oktober EK-kwalificatie № 95 «onderlinge duels» 19:00 uur | Serghei Rogaciov 13' Serghei Rogaciov 32' (pen.) |       | 63' Zvjezdan Misimović 68' Ivica Grlić | Zimbru Stadion, Chisinau Toeschouwers: 11.000 Scheidsrechter: Hervé Piccirillo (FRA) |

|                                                              |                       | |             |                                                                                |
| 11 oktober EK-kwalificatie № 98 «onderlinge duels» 20:15 uur | Bosnië en Herzegovina | 0 – 4                                                                                                | Griekenland | Bilino Polje, Zenica Toeschouwers: 10.000 Scheidsrechter: Yuriy Baskakov (RUS) |
| 11 oktober EK-kwalificatie № 98 «onderlinge duels» 20:15 uur |                       | 8' (pen.) Angelos Charisteas 82' Christos Patsatzoglou 85' Georgios Samaras 90+2' Kostas Katsouranis |             | Bilino Polje, Zenica Toeschouwers: 10.000 Scheidsrechter: Yuriy Baskakov (RUS) |

### 2007
|                                                            |                       |       |                                              |                                                                              |
| 24 maart EK-kwalificatie № 99 «onderlinge duels» 19:05 uur | Noorwegen             | 1 – 2 | Bosnië en Herzegovina                        | Ullevaal Stadion, Oslo Toeschouwers: 16.987 Scheidsrechter: Mike Riley (ENG) |
| 24 maart EK-kwalificatie № 99 «onderlinge duels» 19:05 uur | John Carew 50' (pen.) |       | 18' Zvjezdan Misimović 33' Zlatan Muslimović | Ullevaal Stadion, Oslo Toeschouwers: 16.987 Scheidsrechter: Mike Riley (ENG) |

|                                                           |                                                         |       |                                    |                                                                                      |
| 2 juni EK-kwalificatie № 100 «onderlinge duels» 20:00 uur | Bosnië en Herzegovina                                   | 3 – 2 | Turkije                            | Koševo Stadion, Sarajevo Toeschouwers: 34.000 Scheidsrechter: Peter Fröjdfeldt (SWE) |
| 2 juni EK-kwalificatie № 100 «onderlinge duels» 20:00 uur | Zlatan Muslimović 27' Edin Džeko 45' Adnan Čustović 90' |       | 13' Hakan Şükür 39' Sabri Sarıoğlu | Koševo Stadion, Sarajevo Toeschouwers: 34.000 Scheidsrechter: Peter Fröjdfeldt (SWE) |

|                                                           |                       |       |       |                                                                                   |
| 6 juni EK-kwalificatie № 101 «onderlinge duels» 20:15 uur | Bosnië en Herzegovina | 1 – 0 | Malta | Koševo Stadion, Sarajevo Toeschouwers: 10.000 Scheidsrechter: Ceri Richards (WAL) |
| 6 juni EK-kwalificatie № 101 «onderlinge duels» 20:15 uur | Zlatan Muslimović 6'  |       |       | Koševo Stadion, Sarajevo Toeschouwers: 10.000 Scheidsrechter: Ceri Richards (WAL) |

|                                                                  |                                                                   |       |                                                                             |                                                                                   |
| 22 augustus Vriendschappelijk № 102 «onderlinge duels» 19:30 uur | Bosnië en Herzegovina                                             | 3 – 5 | Kroatië                                                                     | Koševo Stadion, Sarajevo Toeschouwers: 20.000 Scheidsrechter: Damir Skomina (SLO) |
| 22 augustus Vriendschappelijk № 102 «onderlinge duels» 19:30 uur | Zlatan Muslimović 40' Zlatan Muslimović 70' Zlatan Muslimović 77' |       | 18' Eduardo 35' Darijo Srna 72' Robert Kovač 74' Darijo Srna 81' Niko Kovač | Koševo Stadion, Sarajevo Toeschouwers: 20.000 Scheidsrechter: Damir Skomina (SLO) |

|                                                                |                        |       |                       |                                                                                            |
| 8 september EK-kwalificatie № 103 «onderlinge duels» 20:00 uur | Hongarije              | 1 – 0 | Bosnië en Herzegovina | Sóstói Stadion, Székesfehérvár Toeschouwers: 11.000 Scheidsrechter: Matteo Trefoloni (ITA) |
| 8 september EK-kwalificatie № 103 «onderlinge duels» 20:00 uur | Zoltán Gera 39' (pen.) |       |                       | Sóstói Stadion, Székesfehérvár Toeschouwers: 11.000 Scheidsrechter: Matteo Trefoloni (ITA) |

|                                                                 |                       |                  |          |                                                                                 |
| 12 september EK-kwalificatie № 104 «onderlinge duels» 20:00 uur | Bosnië en Herzegovina | 0 – 1            | Moldavië | Koševo Stadion, Sarajevo Toeschouwers: 4.000 Scheidsrechter: Jouni Hyytiä (FIN) |
| 12 september EK-kwalificatie № 104 «onderlinge duels» 20:00 uur |                       | 22' Igor Bugaiov |          | Koševo Stadion, Sarajevo Toeschouwers: 4.000 Scheidsrechter: Jouni Hyytiä (FIN) |

|                                                               |                                                                   |       |                                      | |
| 13 oktober EK-kwalificatie № 105 «onderlinge duels» 19:30 uur | Griekenland                                                       | 3 – 2 | Bosnië en Herzegovina                | Olympisch Stadion Spyridon Louis, Athene Toeschouwers: 15.000 Scheidsrechter: Grzegorz Gilewski (POL) |
| 13 oktober EK-kwalificatie № 105 «onderlinge duels» 19:30 uur | Angelos Charisteas 10' Theofanis Gekas 57' Nikos Liberopoulos 72' |       | 54' Mirko Hrgović 90' Vedad Ibišević | Olympisch Stadion Spyridon Louis, Athene Toeschouwers: 15.000 Scheidsrechter: Grzegorz Gilewski (POL) |

|                                                               |                       |                                     |           |                                                                                     |
| 17 oktober EK-kwalificatie № 106 «onderlinge duels» 19:30 uur | Bosnië en Herzegovina | 0 – 2                               | Noorwegen | Koševo Stadion, Sarajevo Toeschouwers: 15.000 Scheidsrechter: Stéphane Lannoy (FRA) |
| 17 oktober EK-kwalificatie № 106 «onderlinge duels» 19:30 uur |                       | 5' Erik Hagen 75' Bjørn Helge Riise |           | Koševo Stadion, Sarajevo Toeschouwers: 15.000 Scheidsrechter: Stéphane Lannoy (FRA) |

|                                                                |                   |       |                       |                                                                                           |
| 21 november EK-kwalificatie № 107 «onderlinge duels» 20:00 uur | Turkije           | 1 – 0 | Bosnië en Herzegovina | Ali Sami Yen Stadion, Istanboel Toeschouwers: 24.000 Scheidsrechter: Eric Braamhaar (NED) |
| 21 november EK-kwalificatie № 107 «onderlinge duels» 20:00 uur | Nihat Kahveci 43' |       |                       | Ali Sami Yen Stadion, Istanboel Toeschouwers: 24.000 Scheidsrechter: Eric Braamhaar (NED) |

### 2008
|                                                                 |                                                   |       |                       |                                                                                 |
| 30 januari Vriendschappelijk № 108 «onderlinge duels» 16:20 uur | Japan                                             | 3 – 0 | Bosnië en Herzegovina | Olympisch Stadion, Tokio Toeschouwers: 26.971 Scheidsrechter: Eui-Soo Kim (KOR) |
| 30 januari Vriendschappelijk № 108 «onderlinge duels» 16:20 uur | Yuji Nakazawa 68' Koji Yamase 83' Koji Yamase 88' |       |                       | Olympisch Stadion, Tokio Toeschouwers: 26.971 Scheidsrechter: Eui-Soo Kim (KOR) |

|                                                               |                                           |       |                                   |                                                                                |
| 26 maart Vriendschappelijk № 109 «onderlinge duels» 20:15 uur | Bosnië en Herzegovina                     | 2 – 2 | Macedonië                         | Bilino Polje, Zenica Toeschouwers: 10.000 Scheidsrechter: Vlado Svilokos (CRO) |
| 26 maart Vriendschappelijk № 109 «onderlinge duels» 20:15 uur | Dario Damjanović 17' Dario Damjanović 20' |       | 41' Goran Maznov 45' Goran Maznov | Bilino Polje, Zenica Toeschouwers: 10.000 Scheidsrechter: Vlado Svilokos (CRO) |

|                                                             |                       |       |              |                                                                                |
| 1 juni Vriendschappelijk № 110 «onderlinge duels» 20:15 uur | Bosnië en Herzegovina | 1 – 0 | Azerbeidzjan | Bilino Polje, Zenica Toeschouwers: 800 Scheidsrechter: Pavle Radovanović (MNE) |
| 1 juni Vriendschappelijk № 110 «onderlinge duels» 20:15 uur | Stevo Nikolić 72'     |       |              | Bilino Polje, Zenica Toeschouwers: 800 Scheidsrechter: Pavle Radovanović (MNE) |

|                                                                  |                       |       |                                           |                                                                                   |
| 20 augustus Vriendschappelijk № 111 «onderlinge duels» 20:15 uur | Bosnië en Herzegovina | 1 – 2 | Bulgarije                                 | Bilino Polje, Zenica Toeschouwers: 7.000 Scheidsrechter: Dragomir Stanković (SRB) |
| 20 augustus Vriendschappelijk № 111 «onderlinge duels» 20:15 uur | Senijad Ibričić 59'   |       | 26' Dimitar Berbatov 57' Dimitar Berbatov | Bilino Polje, Zenica Toeschouwers: 7.000 Scheidsrechter: Dragomir Stanković (SRB) |

|                                                                |                 |       |                       |                                                                                       |
| 6 september WK-kwalificatie № 112 «onderlinge duels» 22:00 uur | Spanje          | 1 – 0 | Bosnië en Herzegovina | Estadio La Condomina, Murcia Toeschouwers: 29.152 Scheidsrechter: Craig Thomson (SCO) |
| 6 september WK-kwalificatie № 112 «onderlinge duels» 22:00 uur | David Villa 57' |       |                       | Estadio La Condomina, Murcia Toeschouwers: 29.152 Scheidsrechter: Craig Thomson (SCO) |

|                                                                 | |       |         |                                                                             |
| 10 september WK-kwalificatie № 113 «onderlinge duels» 20:15 uur | Bosnië en Herzegovina | 7 – 0 | Estland | Bilino Polje, Zenica Toeschouwers: 12.500 Scheidsrechter: Pavel Balaj (ROM) |
| 10 september WK-kwalificatie № 113 «onderlinge duels» 20:15 uur | Zvjezdan Misimović 25' Zvjezdan Misimović 30' (pen.) Zvjezdan Misimović 56' Zlatan Muslimovic 58' Edin Džeko 60' Edin Džeko 72' Senijad Ibričić 89' |       |         | Bilino Polje, Zenica Toeschouwers: 12.500 Scheidsrechter: Pavel Balaj (ROM) |

|                                                               |                                  |       |                       |                                                                                       |
| 11 oktober WK-kwalificatie № 114 «onderlinge duels» 20:00 uur | Turkije                          | 2 – 1 | Bosnië en Herzegovina | BJK Inönü Stadion, Istanboel Toeschouwers: 23.628 Scheidsrechter: Viktor Kassai (HUN) |
| 11 oktober WK-kwalificatie № 114 «onderlinge duels» 20:00 uur | Arda Turan 51' Mevlüt Erdinç 66' |       | 26' Edin Džeko        | BJK Inönü Stadion, Istanboel Toeschouwers: 23.628 Scheidsrechter: Viktor Kassai (HUN) |

|                                                               |                                                                            |       |                     |                                                                            |
| 15 oktober WK-kwalificatie № 115 «onderlinge duels» 20:15 uur | Bosnië en Herzegovina                                                      | 4 – 1 | Armenië             | Bilino Polje, Zenica Toeschouwers: 13.000 Scheidsrechter: Asaf Kenan (ISR) |
| 15 oktober WK-kwalificatie № 115 «onderlinge duels» 20:15 uur | Emir Spahić 31' Edin Džeko 39' Zlatan Muslimovic 56' Zlatan Muslimovic 89' |       | 85' Vahagn Minasyan | Bilino Polje, Zenica Toeschouwers: 13.000 Scheidsrechter: Asaf Kenan (ISR) |

|                                                                  |                                                                       |       |                                                                                   |                                                                              |
| 19 november Vriendschappelijk № 116 «onderlinge duels» 20:15 uur | Slovenië                                                              | 3 – 4 | Bosnië en Herzegovina                                                             | Ljudski vrt, Maribor Toeschouwers: 10.000 Scheidsrechter: Petteri Kari (FIN) |
| 19 november Vriendschappelijk № 116 «onderlinge duels» 20:15 uur | Robert Koren 27' Milivoje Novakovič 64' (pen.) Milivoje Novakovič 75' |       | 2' Vedad Ibišević 11' (pen.) Zvjezdan Misimović 53' Edin Džeko 62' Vedad Ibišević | Ljudski vrt, Maribor Toeschouwers: 10.000 Scheidsrechter: Petteri Kari (FIN) |

### 2009
|                                                             |                                           |       |                                                                             |                                                                               |
| 28 maart WK-kwalificatie № 117 «onderlinge duels» 19:45 uur | België                                    | 2 – 4 | Bosnië en Herzegovina                                                       | Cristal Arena, Genk Toeschouwers: 20.041 Scheidsrechter: Nikolay Ivanov (RUS) |
| 28 maart WK-kwalificatie № 117 «onderlinge duels» 19:45 uur | Mousa Dembélé 67' Wesley Sonck 89' (pen.) |       | 11' Edin Džeko 74' Sanel Jahić 81' Zlatan Bajramović 86' Zvjezdan Misimović | Cristal Arena, Genk Toeschouwers: 20.041 Scheidsrechter: Nikolay Ivanov (RUS) |

|                                                            |                               |       |                 |                                                                                 |
| 1 april WK-kwalificatie № 118 «onderlinge duels» 19:45 uur | Bosnië en Herzegovina         | 2 – 1 | België          | Bilino Polje, Zenica Toeschouwers: 13.800 Scheidsrechter: Vladimír Hriňák (SVK) |
| 1 april WK-kwalificatie № 118 «onderlinge duels» 19:45 uur | Edin Džeko 12' Edin Džeko 20' |       | 88' Gill Swerts | Bilino Polje, Zenica Toeschouwers: 13.800 Scheidsrechter: Vladimír Hriňák (SVK) |

|                                                             |             |       |                       | |
| 1 juni Vriendschappelijk № 119 «onderlinge duels» 20:00 uur | Oezbekistan | 0 – 0 | Bosnië en Herzegovina | Pakhtakor Markaziy Stadion, Tashkent Toeschouwers: 11.000 Scheidsrechter: Valentin Kovalenko (UZB) |
| 1 juni Vriendschappelijk № 119 «onderlinge duels» 20:00 uur |             |       |                       | Pakhtakor Markaziy Stadion, Tashkent Toeschouwers: 11.000 Scheidsrechter: Valentin Kovalenko (UZB) |

|                                                             |                                    |       |                             |                                                                                      |
| 9 juni Vriendschappelijk № 120 «onderlinge duels» 17:00 uur | Bosnië en Herzegovina              | 2 – 1 | Oman                        | Stade Pierre-de-Coubertin, Cannes Toeschouwers: 500 Scheidsrechter: Bruno Cove (FRA) |
| 9 juni Vriendschappelijk № 120 «onderlinge duels» 17:00 uur | Edin Džeko 14' Sejad Salihović 84' |       | 30' Ahmed Hadid Al Mukhaini | Stade Pierre-de-Coubertin, Cannes Toeschouwers: 500 Scheidsrechter: Bruno Cove (FRA) |

|                                                                  |                               |       |                                                              |                                                                                    |
| 12 augustus Vriendschappelijk № 121 «onderlinge duels» 20:45 uur | Bosnië en Herzegovina         | 2 – 3 | Iran                                                         | Koševo Stadion, Sarajevo Toeschouwers: 16.000 Scheidsrechter: Draženko Kovač (CRO) |
| 12 augustus Vriendschappelijk № 121 «onderlinge duels» 20:45 uur | Edin Džeko 52' Edin Džeko 65' |       | 79' Masoud Shojaei 86' Arash Borhani 90' Andranik Teymourian | Koševo Stadion, Sarajevo Toeschouwers: 16.000 Scheidsrechter: Draženko Kovač (CRO) |

|                                                                |         |                                          |                       |                                                                                        |
| 5 september WK-kwalificatie № 122 «onderlinge duels» 20:00 uur | Armenië | 0 – 2                                    | Bosnië en Herzegovina | Hanrapetakan Stadion, Jerevan Toeschouwers: 2.000 Scheidsrechter: Eric Braamhaar (NED) |
| 5 september WK-kwalificatie № 122 «onderlinge duels» 20:00 uur |         | 6' Senijad Ibričić 75' Zlatan Muslimović |                       | Hanrapetakan Stadion, Jerevan Toeschouwers: 2.000 Scheidsrechter: Eric Braamhaar (NED) |

|                                                                |                       |       |                   |                                                                                      |
| 9 september WK-kwalificatie № 123 «onderlinge duels» 20:00 uur | Bosnië en Herzegovina | 1 – 1 | Turkije           | Bilino Polje, Zenica Toeschouwers: 14.000 Scheidsrechter: Olegário Benquerença (POR) |
| 9 september WK-kwalificatie № 123 «onderlinge duels» 20:00 uur | Sejad Salihović 25'   |       | 4' Emre Belözoğlu | Bilino Polje, Zenica Toeschouwers: 14.000 Scheidsrechter: Olegário Benquerença (POR) |

|                                                               |         |                                   |                       |                                                                                   |
| 10 oktober WK-kwalificatie № 124 «onderlinge duels» 19:00 uur | Estland | 0 – 2                             | Bosnië en Herzegovina | A. Le Coq Arena, Tallinn Toeschouwers: 5.500 Scheidsrechter: Nicola Rizzoli (ITA) |
| 10 oktober WK-kwalificatie № 124 «onderlinge duels» 19:00 uur |         | 30' Edin Džeko 64' Vedad Ibišević |                       | A. Le Coq Arena, Tallinn Toeschouwers: 5.500 Scheidsrechter: Nicola Rizzoli (ITA) |

|                                                               |                                         |       |                                                                                             |                                                                               |
| 14 oktober WK-kwalificatie № 125 «onderlinge duels» 20:00 uur | Bosnië en Herzegovina                   | 2 – 5 | Spanje                                                                                      | Bilino Polje, Zenica Toeschouwers: 13.500 Scheidsrechter: Konrad Plautz (AUT) |
| 14 oktober WK-kwalificatie № 125 «onderlinge duels» 20:00 uur | Edin Džeko 90' Zvjezdan Misimović 90+2' |       | 13' Gerard Piqué 15' David Silva 49' Álvaro Negredo 55' Álvaro Negredo 89' Juan Manuel Mata | Bilino Polje, Zenica Toeschouwers: 13.500 Scheidsrechter: Konrad Plautz (AUT) |

|                                                                |                 |       |                       |                                                                                     |
| 14 november WK-kwalificatie № 126 «onderlinge duels» 20:30 uur | Portugal        | 1 – 0 | Bosnië en Herzegovina | Estádio da Luz, Lissabon Toeschouwers: 60.588 Scheidsrechter: Martin Atkinson (ENG) |
| 14 november WK-kwalificatie № 126 «onderlinge duels» 20:30 uur | Bruno Alves 31' |       |                       | Estádio da Luz, Lissabon Toeschouwers: 60.588 Scheidsrechter: Martin Atkinson (ENG) |

|                                                                |                       |                   |          |                                                                                 |
| 18 november WK-kwalificatie № 127 «onderlinge duels» 20:45 uur | Bosnië en Herzegovina | 0 – 1             | Portugal | Bilino Polje, Zenica Toeschouwers: 15.100 Scheidsrechter: Roberto Rosetti (ITA) |
| 18 november WK-kwalificatie № 127 «onderlinge duels» 20:45 uur |                       | 56' Raul Meireles |          | Bilino Polje, Zenica Toeschouwers: 15.100 Scheidsrechter: Roberto Rosetti (ITA) |

N/FS BiH · A-internationals · Bondscoaches · Statistieken · Bosnisch vrouwenelftal · Bosnië U23 · Bosnië U21 · Bosnië U19 · Bosnië U18 · Bosnië U17 · Bosnië U16
1995 – 1999 ·
2000 – 2009 ·
2010 – 2019 ·
2020 − 2029
WK 2014
1995 · 
1996 · 
1997 · 
1998 · 
1999 · 
2000 · 
2001 · 
2002 · 
2003 · 
2004 · 
2005 · 
2006 · 
2007 · 
2008 · 
2009 · 
2010 · 
2011 · 
2012 · 
2013 · 
2014 · 
2015 · 
2016 · 
2017 · 
2018 ·
2019 ·
2020 ·
2021 ·
2022 ·
2023 ·
2024
Albanië ·
Algerije ·
Andorra ·
Argentinië ·
Armenië ·
Azerbeidzjan ·
Bahrein ·
Bangladesh ·
België ·
Brazilië · 
Bulgarije ·
Chili ·
China ·
Costa Rica ·
Cyprus ·
Denemarken ·
Duitsland ·
Egypte ·
Engeland ·
Estland ·
Faeröer ·
Finland ·
Frankrijk ·
Georgië ·
Ghana ·
Gibraltar ·
Griekenland ·
Hongarije ·
Ierland · 
IJsland ·
Indonesië ·
Iran ·
Israël ·
Italië ·
Ivoorkust ·
Japan ·
Joegoslavië · 
Jordanië ·
Kazachstan ·
Koeweit ·
Kroatië ·
Letland ·
Liechtenstein ·
Litouwen ·
Luxemburg ·
Maleisië ·
Malta ·
Mexico ·
Moldavië ·
Montenegro ·
Nederland ·
Nigeria ·
Noord-Ierland ·
Noord-Macedonië ·
Noorwegen ·
Oekraïne ·
Oezbekistan ·
Oman ·
Oostenrijk ·
Paraguay ·
Polen ·
Portugal ·
Qatar ·
Roemenië ·
San Marino ·
Schotland ·
Senegal ·
Servië en Montenegro ·
Slovenië ·
Slowakije ·
Spanje ·
Tsjechië ·
Tunesië · 
Turkije ·
Verenigde Staten · 
Vietnam ·
Wales ·
Wit-Rusland ·
Zimbabwe ·
Zuid-Korea ·
Zweden ·
Zwitserland
Argentinië (2014) ·
Iran (2014) ·
Nigeria (2014)
AFC-zone: Afghanistan · Australië · Bahrein · Bangladesh · Bhutan · Brunei · Cambodja · China · Filipijnen · Guam · Hongkong · India · Indonesië · Iran · Irak · Japan · Jemen · Jordanië · Koeweit · Kirgizië · Laos · Libanon · Macau · Maleisië · Maldiven · Mongolië · Myanmar · Nepal · Noord-Korea · Oezbekistan · Oman · Oost-Timor · Pakistan · Palestina · Qatar · Saoedi-Arabië · Singapore · Sri Lanka · Syrië · Tadzjikistan · Taiwan · Thailand · Turkmenistan · Verenigde Arabische Emiraten · Vietnam · Zuid-Korea

CAF-zone: Algerije · Angola · Benin · Botswana · Burkina Faso · Burundi · Centraal-Afrikaanse Republiek · Comoren · Congo-Brazzaville · Congo-Kinshasa · Djibouti · Egypte · Equatoriaal-Guinea · Eritrea · Ethiopië · Gabon · Gambia · Ghana · Guinee · Guinee-Bissau · Ivoorkust · Kaapverdië · Kameroen · Kenia · Lesotho · Liberia · Libië · Madagaskar · Malawi · Mali  ·Mauritanië · Mauritius · Marokko · Mozambique · Namibië · Niger · Nigeria · Oeganda · Rwanda · Sao Tomé en Principe · Senegal · Seychellen · Sierra Leone · Soedan · Somalië · Swaziland · Tanzania · Togo · Tsjaad · Tunesië · Zambia · Zimbabwe · Zuid-Afrika

CONCACAF-zone: Amerikaanse Maagdeneilanden · Anguilla · Antigua en Barbuda · Aruba · Bahama's · Barbados · Belize · Bermuda · Britse Maagdeneilanden · Canada · Kaaimaneilanden · Costa Rica · Cuba · Dominica · Dominicaanse Republiek · El Salvador · Frans Guyana · Grenada · Guadeloupe · Guatemala · Guyana · Haïti · Honduras · Jamaica · Martinique · Mexico · Montserrat · 
Nicaragua · Panama · Puerto Rico · Saint Kitts en Nevis · Saint Lucia · Saint Vincent en de Grenadines · Sint Maarten · Suriname · Trinidad en Tobago · Turks- en Caicoseilanden · Verenigde Staten

CONMEBOL-zone: Argentinië · Bolivia · Brazilië · Chili · Colombia · Ecuador · Paraguay · Peru · Uruguay · Venezuela

OFC-zone: Amerikaans-Samoa · Cookeilanden · Fiji · Nieuw-Caledonië · Nieuw-Zeeland · Papoea-Nieuw-Guinea · Samoa · Salomoneilanden · Tahiti · Tonga · Vanuatu

UEFA-zone: Albanië · Andorra · Armenië · Azerbeidzjan · België · Bosnië en Herzegovina · Bulgarije · Cyprus · Denemarken · Duitsland · Engeland · Estland · Faeröer · Finland · Frankrijk · Georgië · Griekenland · Hongarije · IJsland · Ierland · Israël · Italië · Kazachstan · Kroatië · Letland · Liechtenstein · Litouwen · Luxemburg · Macedonië · Malta · Moldavië · Montenegro · Nederland · Noord-Ierland · Noorwegen · Oekraïne · Oostenrijk · Polen · Portugal · Roemenië · Rusland · San Marino · Schotland · Servië · Servië en Montenegro · Slovenië · Slowakije · Spanje · Tsjechië · Turkije · Wales · Wit-Rusland · Zweden · Zwitserland